# Vila Cruzeiro

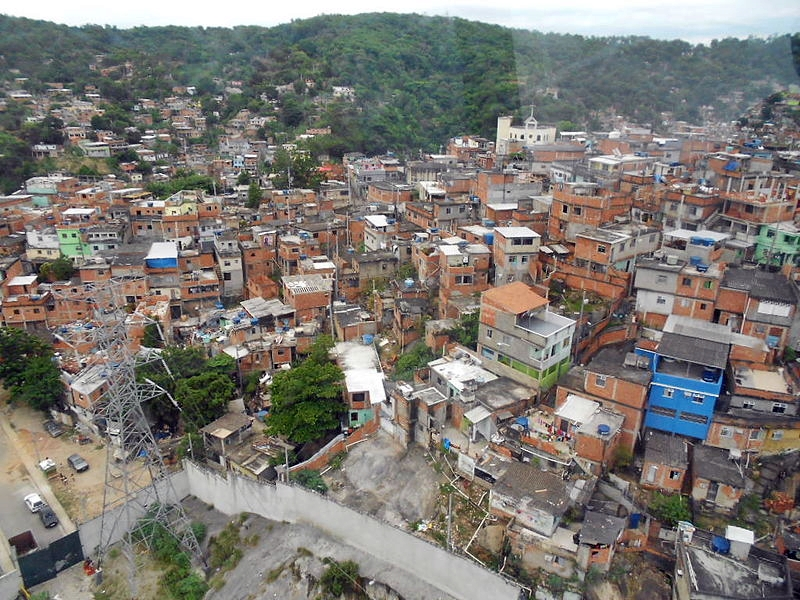
Vila Cruzeiro vista do alto do teleférico do Alemão.

A Vila Cruzeiro é uma favela localizada no bairro da Penha, Zona da Leopoldina, na cidade do Rio de Janeiro, no Brasil.

## História
Essa favela surgiu no século XIX e os primeiros moradores eram escravos fugidos que ficavam no local sob a proteção de um padre abolicionista da Igreja da Penha. Até hoje, as terras onde fica a favela são de propriedade da igreja.
Hoje, o predomínio dos afro-descendentes está presente em toda parte: no samba, no futebol e até nos salões de beleza. Apesar da falta de informações mais precisas, pode-se estimar que boa parte dos 70 mil residentes de Vila Cruzeiro e Parque Proletário (segundo estimava da associação de moradores) sejam negros.
| “ | Em finais do século 19, um certo padre Ricardo, republicano e abolicionista, capelão da irmandade da Penha, costumava abrigar em sua casa escravos fugidos das redondezas. O lugar terminou conhecido como Quilombo da Penha. | ” |

Alberto conta, ainda, que expressões da cultura negra sempre foram fortes na Penha e em suas comunidades.
| “ | A capoeira continua sendo tradicional desde o século XIX até hoje. E um dos grupos mais fortes de Folia de Reis na cidade, que saía nos anos 1950, era daqui da região, entre Vila Cruzeiro e Merindiba. | ” |

Outro fator que demonstra uma expressão da cultura negra na comunidade é a escola mirim Petizes da Penha.
Uma outra coisa que caracteriza a Vila Cruzeiro é o Campo do Ordem e Progresso, um campo de futebol que é umas das formas de lazer do local. Esse campo foi criado por volta dos anos 1950 por um morador antigo célebre chamado Sebastião Benedito. No Campo do Ordem e Progresso, surgiu o jogador de futebol Adriano Leite Ribeiro, mais conhecido como Adriano Imperador. Adriano, até hoje, frequenta a comunidade onde nasceu, cresceu e tem muitos amigos.
No campo Ordem e Progresso, situava-se o espaço Criança Esperança, projeto este que foi substituído pelo projeto IBISS.

## Unidade de Polícia Pacificadora
A Coordenadoria de Polícia Pacificadora (CPP) inaugurou, em 28 de agosto de 2012, a 27° Unidade de Polícia Pacificadora, a do Complexo da Penha. Com um total de 520 policiais militares que passaram a patrulhar a comunidade Vila Cruzeiro, a iniciativa completou o cinturão de segurança dos complexos da Penha e do Alemão.

## Chacina da Vila Cruzeiro
Em 24 de maio de 2022 ocorreu a Chacina da Vila Cruzeiro, quando 23 pessoas foram mortas durante uma operação conjunta do  Batalhão de Operações Policiais Especiais (BOPE) da Polícia Militar do Rio de Janeiro, da Polícia Federal e da Polícia Rodoviária Federal. Foi a segunda operação policial mais letal da cidade do Rio de Janeiro, atrás apenas da Chacina do Jacarezinho, ocorrida um ano antes.